# Odznaka Honorowa za Zasługi dla Służby Cywilnej
Odznaka Honorowa za Zasługi dla Służby Cywilnej – polskie odznaczenie resortowe, ustanowione ustawą z dnia 14 kwietnia 2023 jako zaszczytne, honorowe wyróżnienie nadawane za szczególne zasługi na rzecz służby cywilnej.
Akt wykonawczy (rozporządzenie Prezesa Rady Ministrów) wprowadzający wzór odznaki i sposób jej noszenia ustanowiono 8 lipca 2024.

## Zasady nadawania
Odznakę nadaje Prezes Rady Ministrów:
1. z własnej inicjatywy lub
2. na pisemny wniosek Szefa Służby Cywilnej, lub
3. na pisemny wniosek (po zasięgnięciu opinii Szefa Służby Cywilnej):
  - Szefa Kancelarii Prezesa Rady Ministrów,
  - członka Rady Ministrów,
  - kierownika centralnego organu administracji rządowej,
  - wojewody.

Odznaka może być nadana tej samej osobie tylko raz.

## Insygnia
Odznakę stanowi okrągły medal o średnicy 36 mm, wybity w metalu, srebrzony i emaliowany, z uszkiem i kółkiem do zawieszenia. Na stronie licowej, w jej centralnej części, znajduje się okrągła tarcza emaliowana na karmazynowo ze srebrzonym wizerunkiem orła według wzoru określonego w art. 2 ustawy z dnia 31 stycznia 1980 r. o godle, barwach i hymnie Rzeczypospolitej Polskiej oraz o pieczęciach państwowych (Dz.U. z 2024 r. poz. 155). Tarcza jest okolona otokiem podzielonym na cztery części. W części górnej prawej i dolnej lewej otoku, tylko srebrzonej, widnieją stylizowane liście wawrzynu. W części górnej lewej i dolnej prawej otoku emaliowanej na ciemnogranatowo, widnieje u góry srebrny, majuskułowy napis: SŁUŻBA, a u dołu napis: CYWILNA. Na stronie odwrotnej, gładkiej, znajduje się wypukły majuskułowy napis w trzech wierszach: PRO/ PUBLICO/ BONO (DLA DOBRA PUBLICZNEGO), okolony wypukłym majuskułowym napisem: ZA ZASŁUGI DLA SŁUŻBY CYWILNEJ, biegnącym od dołu i rozdzielonym wypukłą kropką.
Odznaka jest zawieszona na białej wstążce z rypsu o szerokości 36 mm z karmazynowym paskiem o szerokości 10 mm pośrodku oraz dwoma ciemnogranatowymi paskami o szerokości 5 mm, oddalonymi od brzegów wstążki o 4 mm.
Odznakę nosi się na lewej stronie piersi, po orderach i odznaczeniach.

## Odznaczeni
Po raz pierwszy odznaki wręczono 17 lutego 2025 podczas uroczystych obchodów Dnia Służby Cywilnej.